# Carrosse
Un carrosse est un véhicule hippomobile à quatre roues. Il s'agit d'un véhicule issu du coche, en général assez lourd, couvert, muni de suspensions et d'une direction par cheville ouvrière. Les deux essieux sont réunis par une poutre centrale.
Au Canada francophone, le terme signifie également une voiture d'enfant (landau).

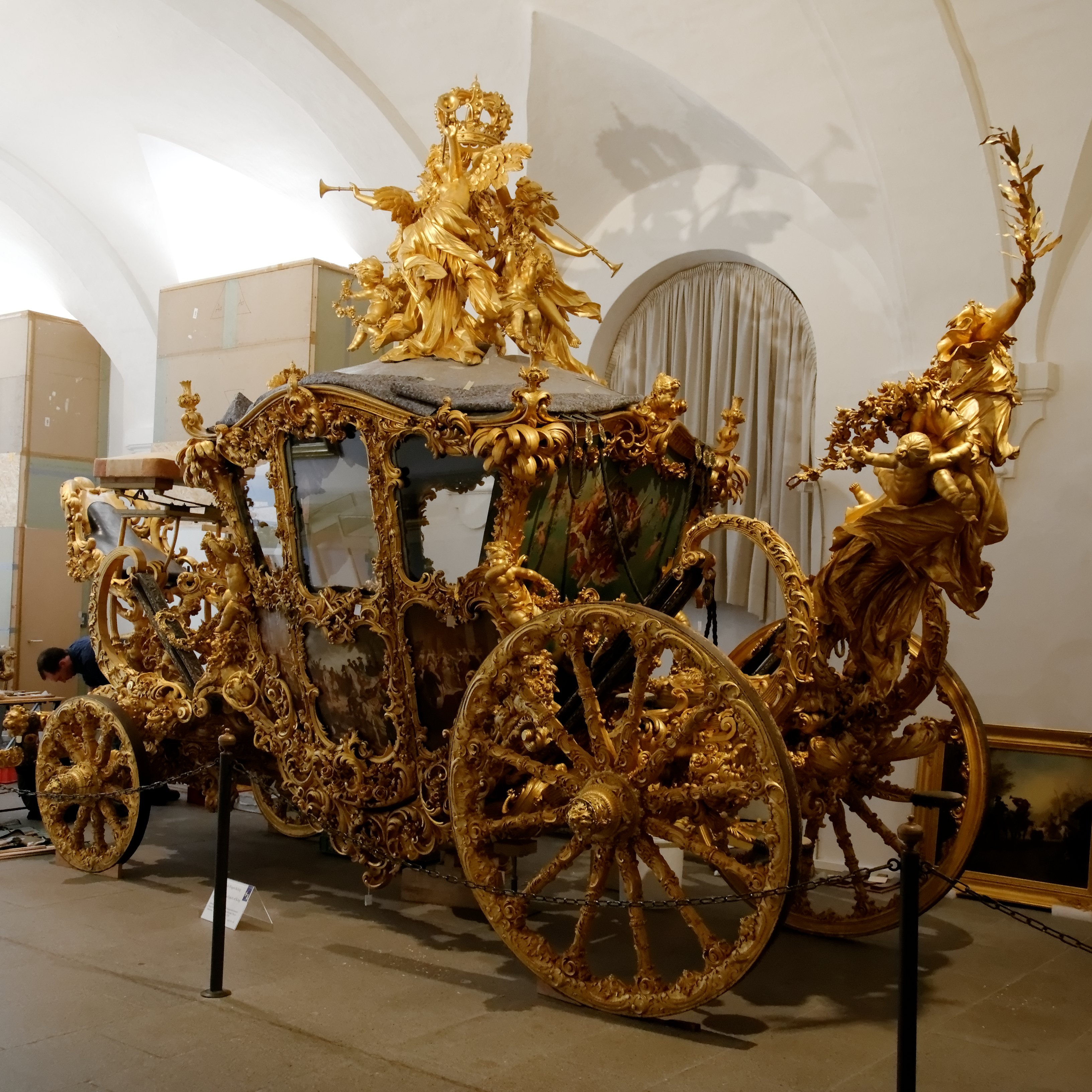
Carrosse de Louis II de Bavière exposé au musée des Écuries (Marstallmuseum) du château de Nymphembourg, Munich.

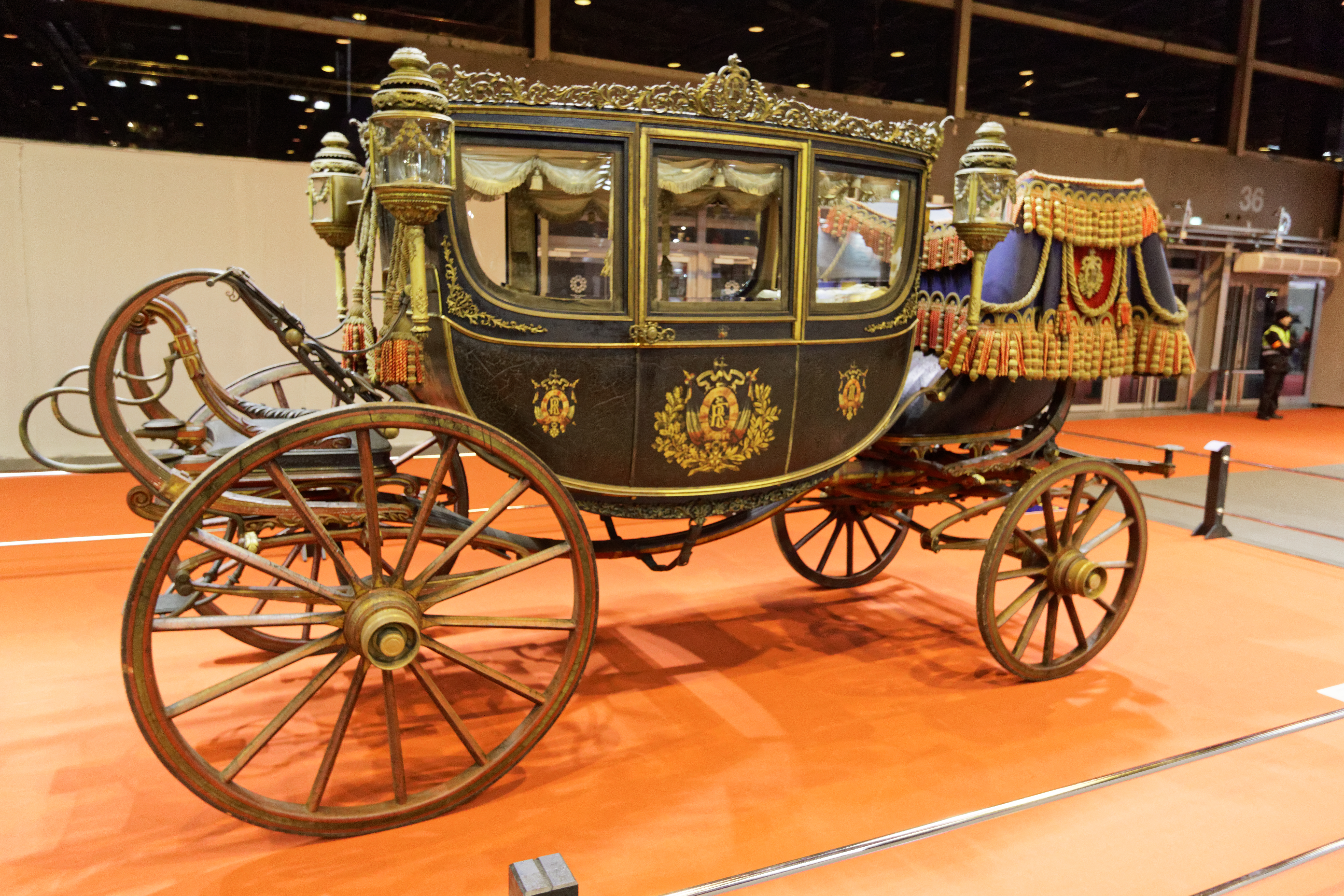
Mühlbacher - Berline de gala de la République française de 1896.

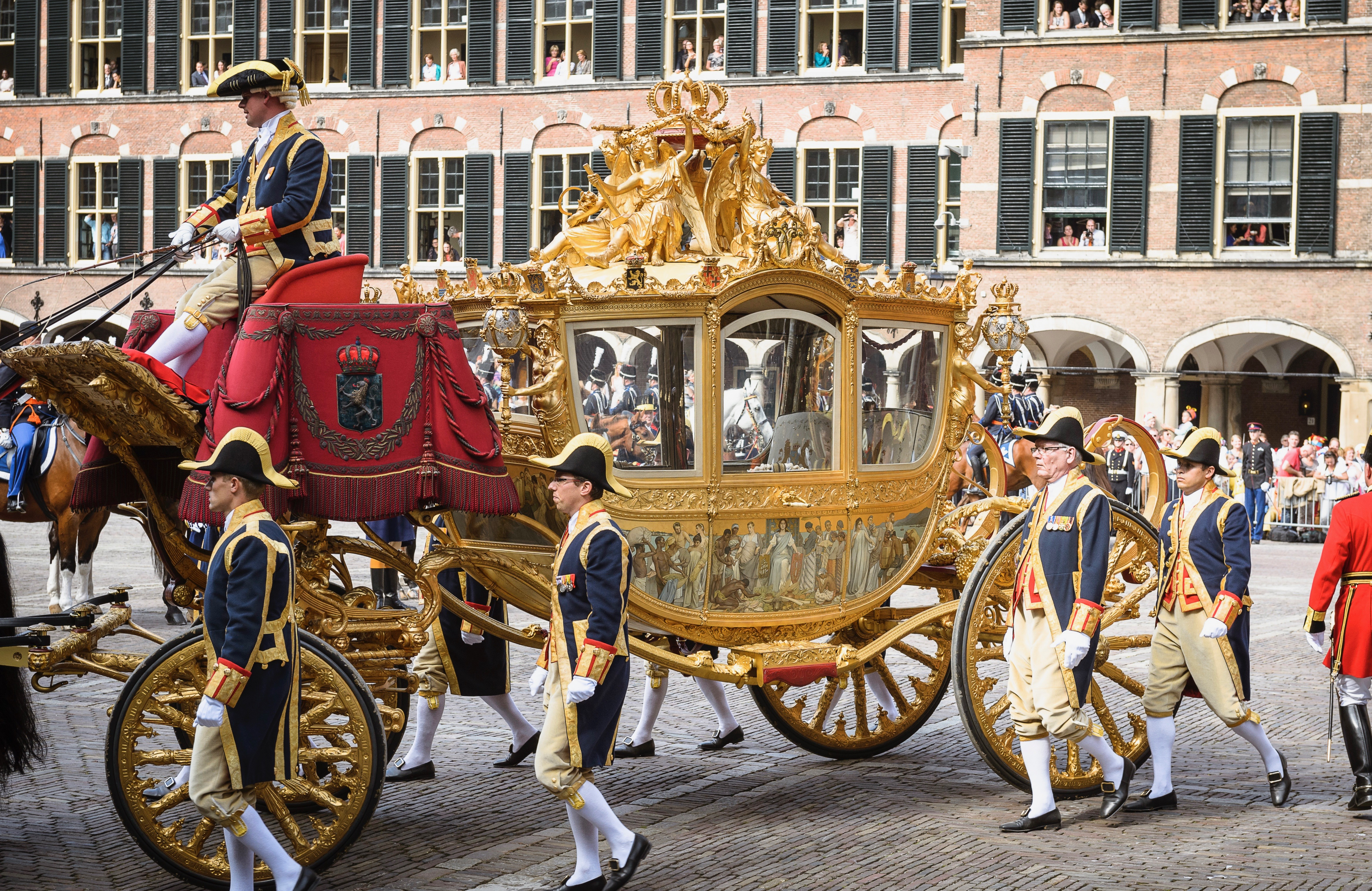
Le carrosse doré néerlandais, ici au Prinsjesdag en 2014.

## Histoire
Le terme de « carrosse » apparaît dans la langue française vers 1574, soit près de trente ans après le « coche ». Au début, la différence est peu probante, elle se précisera par la suite, les carrosses se généralisant au tournant du XVIIe siècle. L'invention du « carrosse moderne » est attribuée à Jean Le Pautre qui le met au point à Paris dans les années 1660.
Le terme de « carrosse » désigna aussi bien le véhicule utilisé par la bourgeoisie et la noblesse pour leurs déplacements ordinaires, que le véhicule d'apparat de la cour, extrêmement décoré et ne sortant qu'en des occasions particulières. Les voitures hippomobiles du palais de l'Élysée ont été utilisées pour les cérémonies et cortèges officiels jusqu'en 1920, remplacées alors par des voitures automobiles.

## Description
Le coche n'est fermé que jusqu'à la hauteur des accoudoirs et n'a pas de portières ou des portières ouvertes qu'à mi-hauteur, tandis que le caisse du carrosse est entièrement fermée, avec des glaces qui permettent de voir tout en étant protégé des intempéries, et a une portière de chaque côté. À l'intérieur, les montants sont garnis de mains : cordons ou gros tissus de soie qu'on attache dans le carrosse le long des portières pour s'y défendre des cahots.
Le train avant, muni d'une flèche axiale comportant des arcs en fer forgé (dits en col de cygne), a des roues nettement plus petites, qui facilitent la manœuvrabilité de la voiture grâce aux fers placés à l'arrière des roues qui leur permettent de passer sous la flèche et de braquer à 90°.
Le carrosse a deux banquettes en vis-à-vis, l'une à l'avant, l'autre à l'arrière, ainsi que des strapontins devant les portières. Le carrosse est suspendu par des soupentes de cuir réglables par un cric, qui sont fixées à des montants de bois, les moutons. Une soupente qui casse entraîne irrémédiablement le renversement du carrosse, avec les conséquences dramatiques qui peuvent en découler. Ce problème ne sera résolu qu'avec l'invention de la berline. Le siège du cocher n'est plus solidaire de la caisse, mais est fixé sur l'essieu avant. À la fin du XVIIe siècle, apparaissent les ressorts à lames d'acier, qui remplacent les moutons en gardant sensiblement la même forme (ressorts à la Dalesme, inventés par André Dalesme, mort en 1727). Puis les ressorts dits à la Polignac et les ressorts en C.
En 1662, le philosophe et mathématicien Blaise Pascal, dans le but d’apporter au peuple des facilités dont ne disposent que les riches, crée un service régulier de carrosses à cinq sols : les premiers transports en commun à l’intérieur d’une ville, avec trajet fixe, départs à heures régulières, prix unique de la course (cinq sols, qui passeront à six). Si Louis XIV accorde le privilège, le Parlement de Paris réduit drastiquement la portée de cette invention, en interdisant l’accès au petit peuple, « soldats, pages, laquais et autres gens de livrée ». Les voitures sont vieilles, lourdes et mal suspendues, et les cinq lignes cessent de fonctionner quelques années plus tard.

Différents types de carrosse
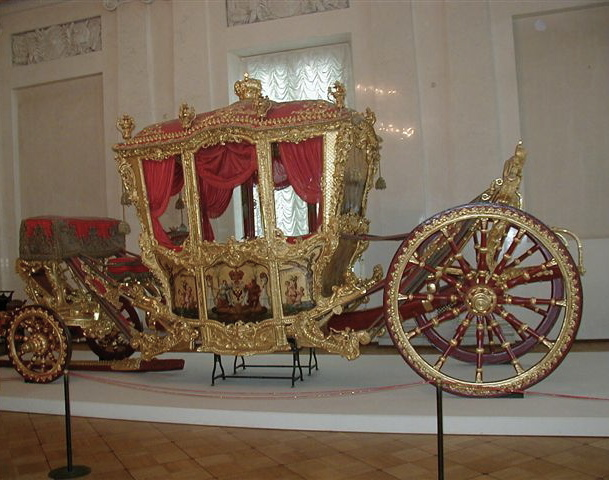
Carrosse, musée de l'Ermitage, Saint-Pétersbourg.
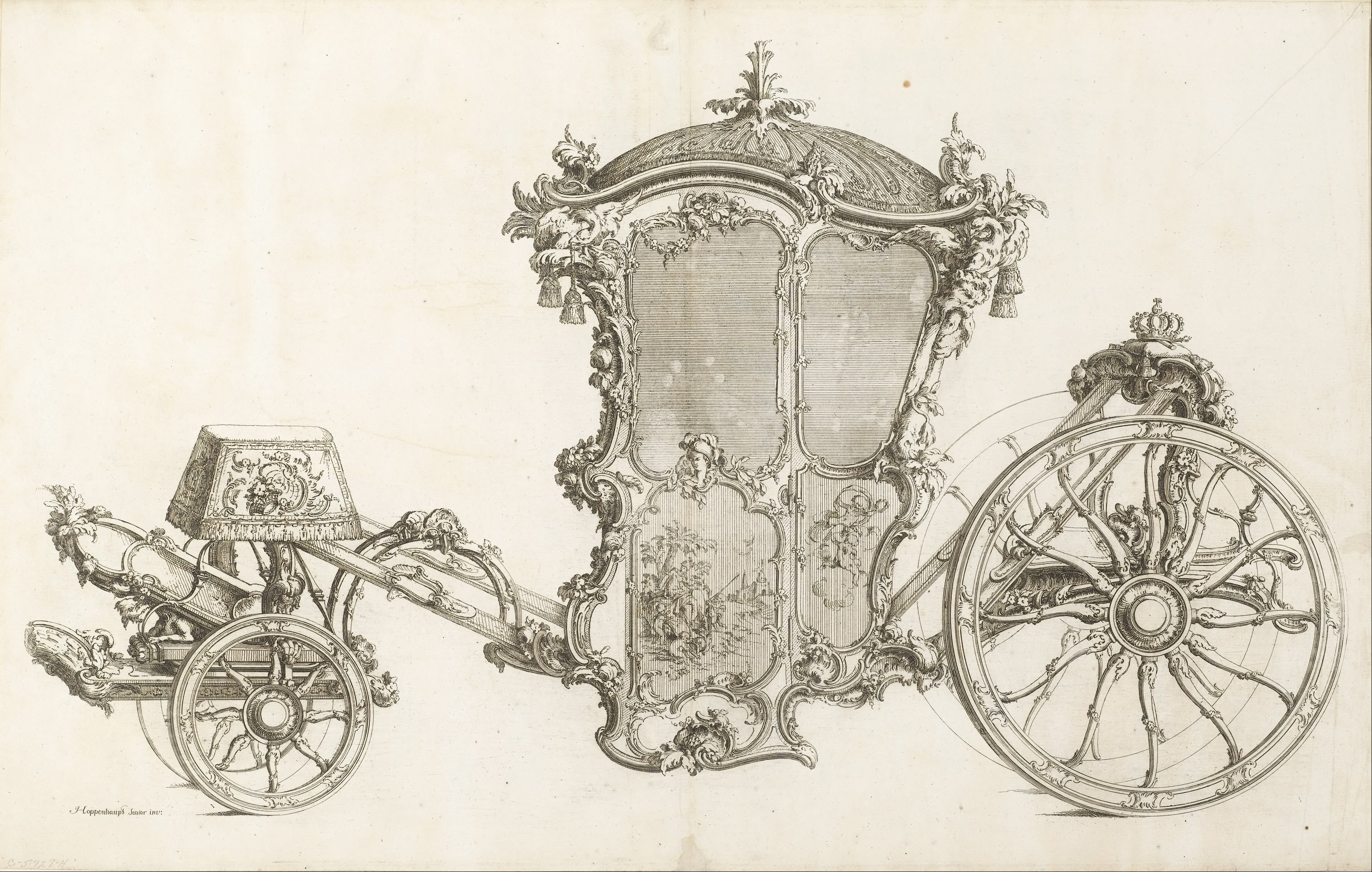
Projet de carrosse coupé, par le carrossier Johann Michael Hoppenhaupt, 1753.
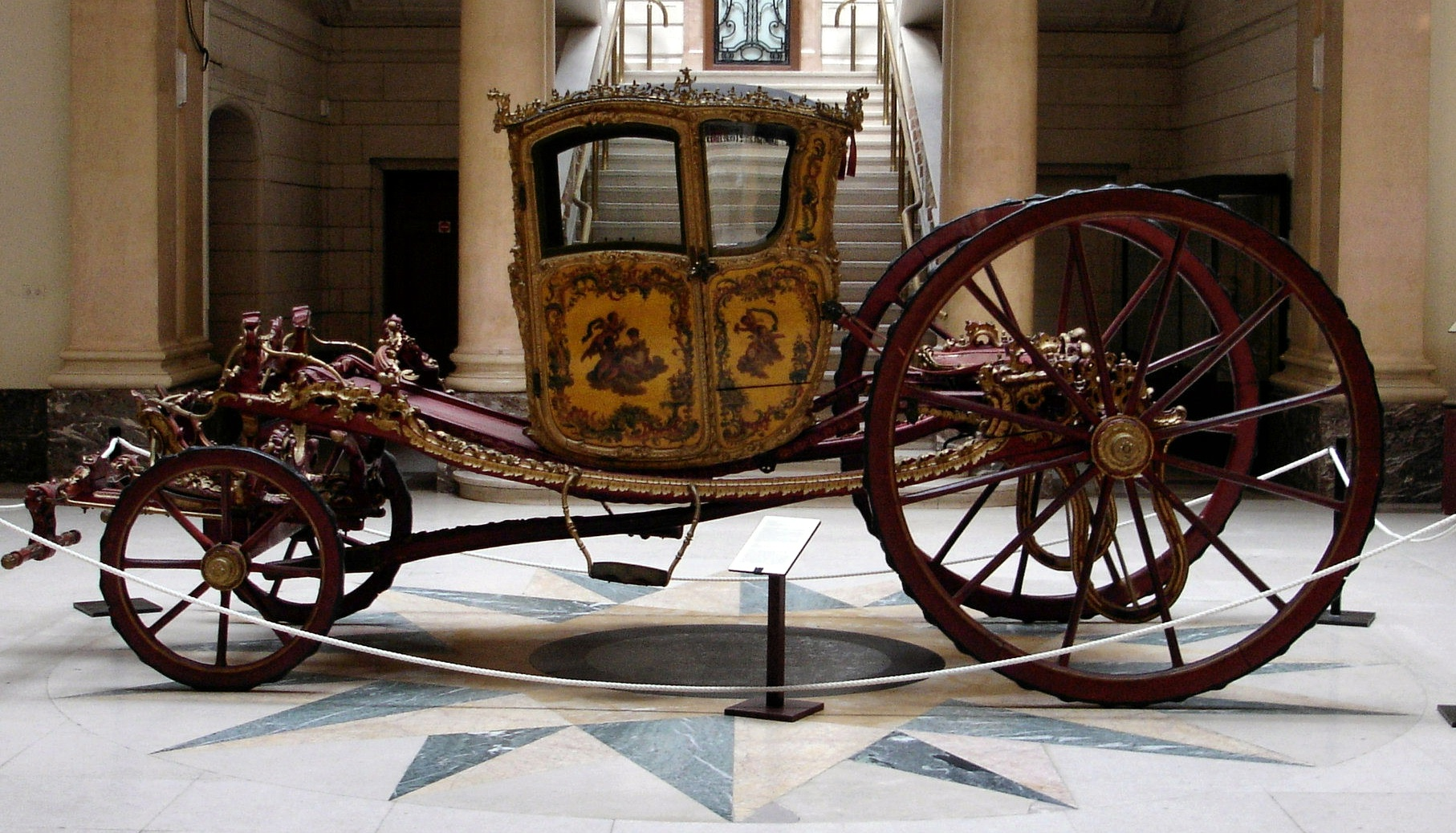
Carrosse coupé de gala.